# Nocrich, Sibiu
Nocrich (în dialectul săsesc Löschkirk, Laeschkirik, Leškirich, în germană Leschkirch, Löschkirch, în maghiară Újegyház, este satul de reședință al comunei cu același nume din județul Sibiu, Transilvania, România.

## Așezare
Localitatea este  situată pe Valea Hârtibaciului, în județul Sibiu.

## Date geologice
În subsolul localității se găsește un masiv de sare.

## Istoric
Prima menționare a localității ca Leschkirch este din 1349. Anterior, în 1263 localitatea este menționată ca Nogrech, denumire reluată în 1402 în traducere latină ca Noua Ecclessia/e și în 1416 în traducere maghiară ca Újegyház.
A fost localitatea de reședință pentru Scaunul Nocrich.

## Demografie
Numărul sașilor din localitate, înregistrat la diversele recensăminte a variat astfel: 
- 1488 circa 160 sași (de fapt, s-au recenzat 35 de gospodării, locuitorii fiind estimați),
- 1532 - 190 sași,
- 1695 - 160 sași,
- 1765 - 554 sași.
- 1855 - 536 sași,
- 1880 - 566 germani,
- 1910 - 639 sași,
- 1920 - 718 sași,
- 1940 - 810 germani

## Monumente istorice
- Ansamblul bisericii evanghelice fortificate din Nocrich
- Biserica Sfântul Vasile din Nocrich

## Obiectiv memorial
- Monumentul Eroilor Români din Al Doilea Război Mondial. Obeliscul este amplasat în Parcul Eroilor și are o înălțime de 2,5 m. Este realizat din beton, fiind împrejmuit cu un gard din lemn. Pe fațada monumentului se află un înscris comemorativ. În același plan frontal sunt înscrise și numele a 7 eroi români care s-au jertfit pentru țară.

## Personalități
- Samuel von Brukenthal (1721–1803), guvernator al Transilvaniei și colecționar de artă
- August Treboniu Laurian (1810-1881), istoric, filolog, membru fondator al Academiei Române
- Ilie Botoș (n. 1965), procuror șef al Parchetului de pe lângă ÎCCJ

## Galerie de imagini

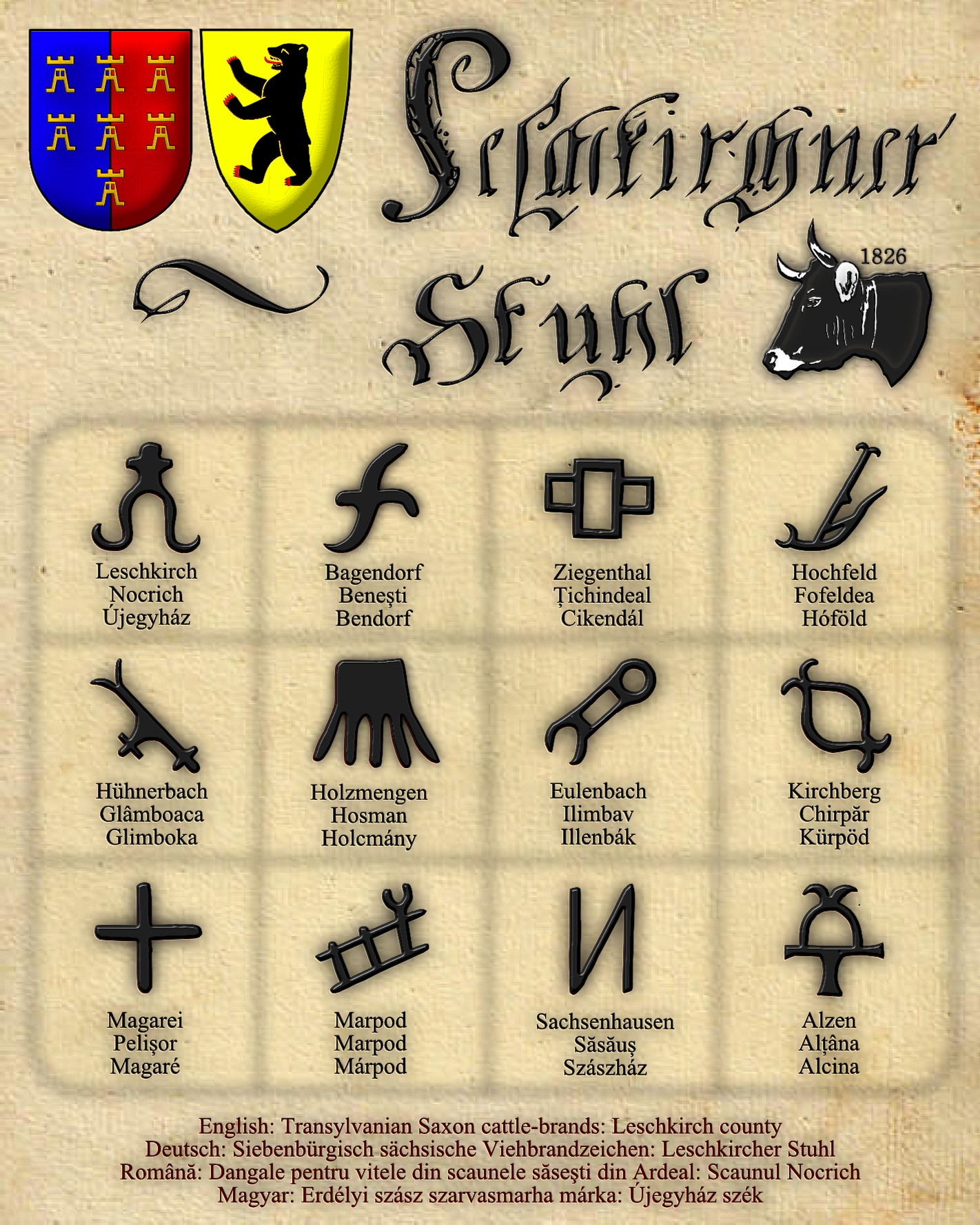
1826 - Dangale pentru vitele din Scaunul Nocrich
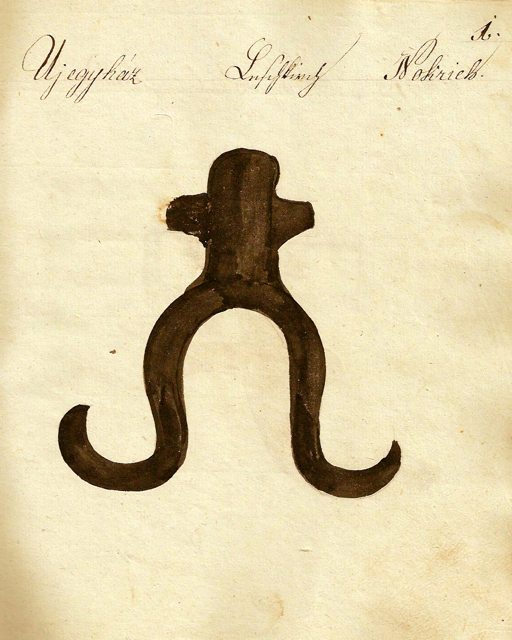
1826 - Danga pentru vitele din Nocrich
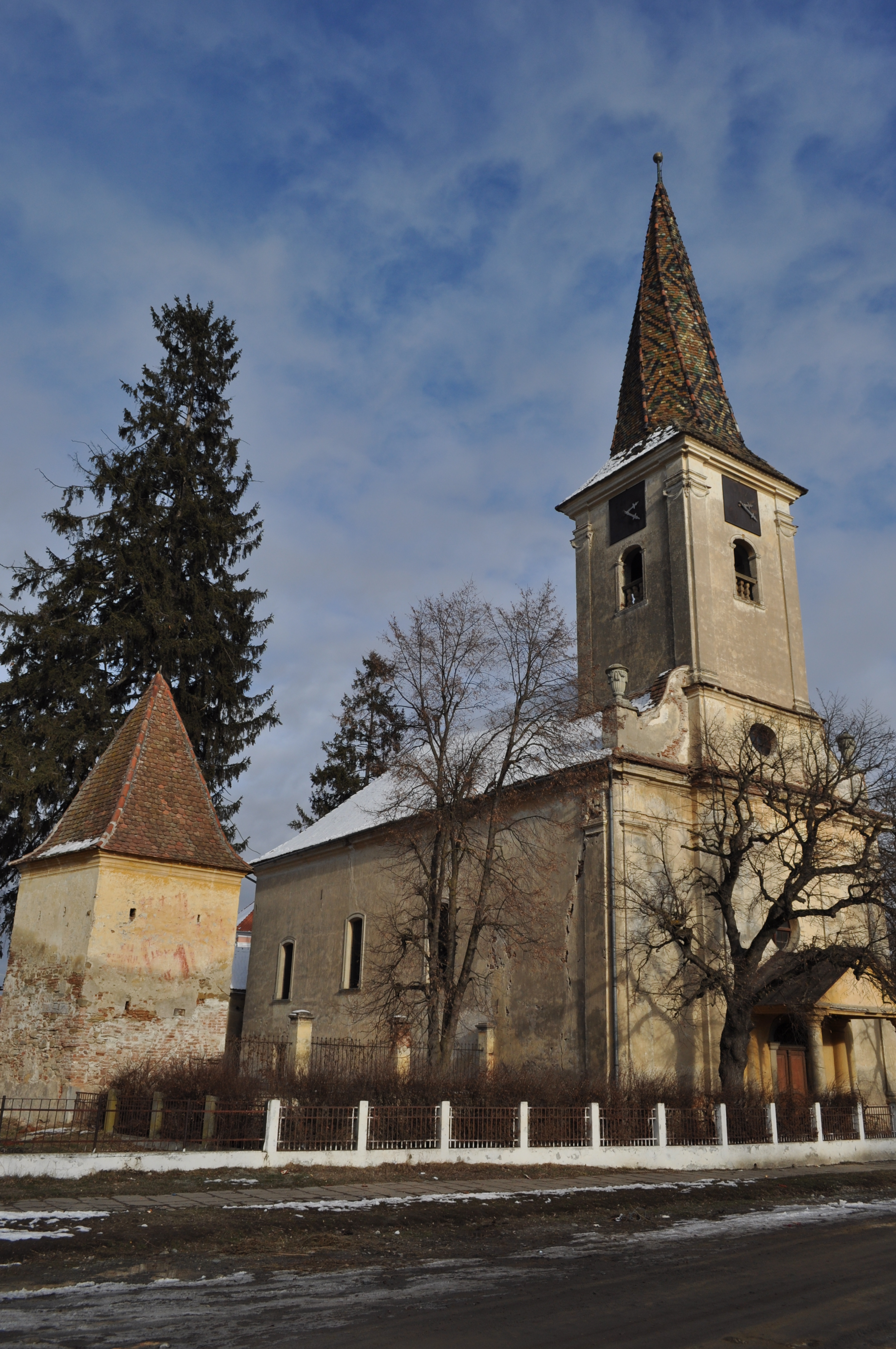
Biserica fortificată din Nocrich
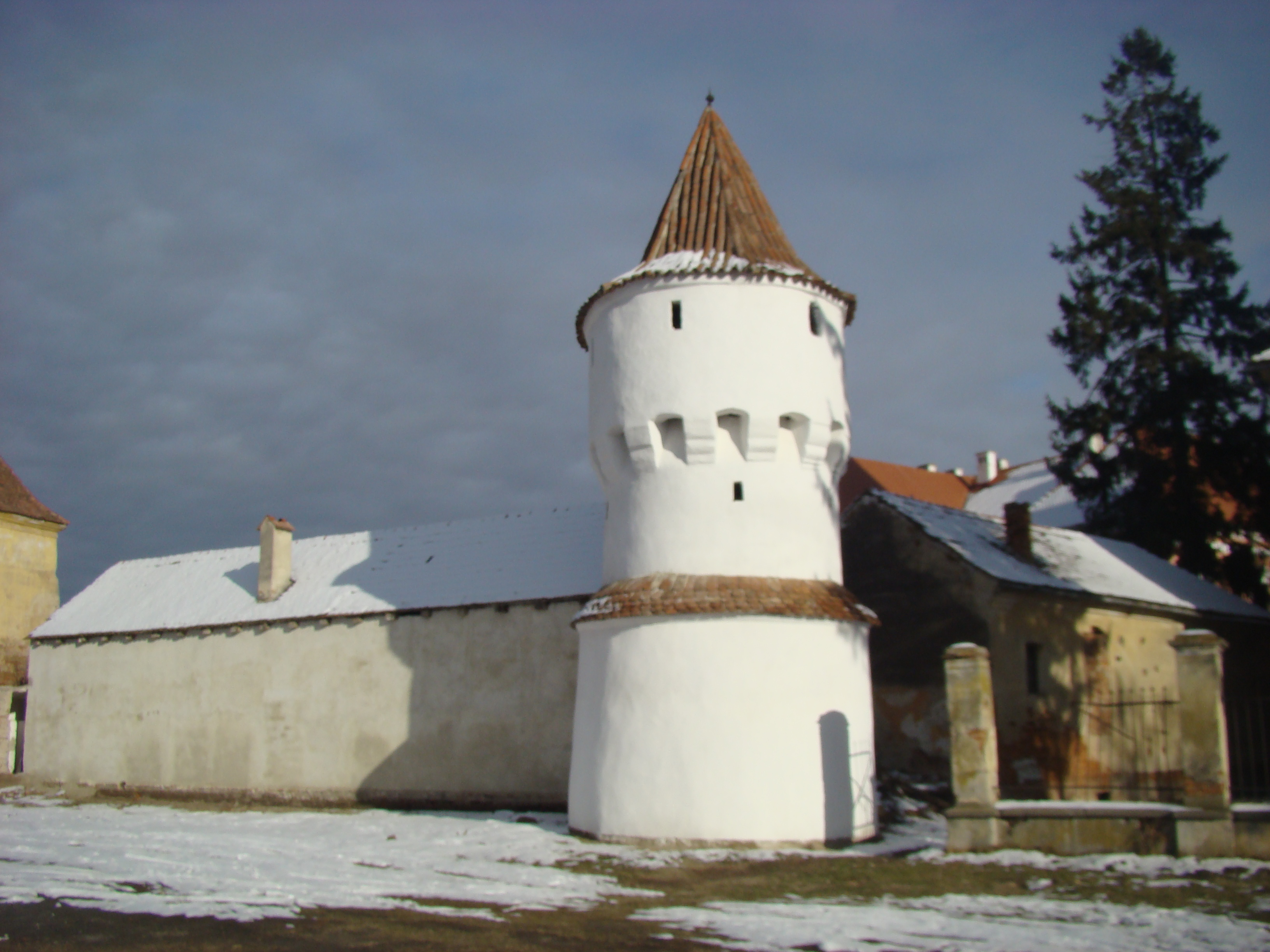
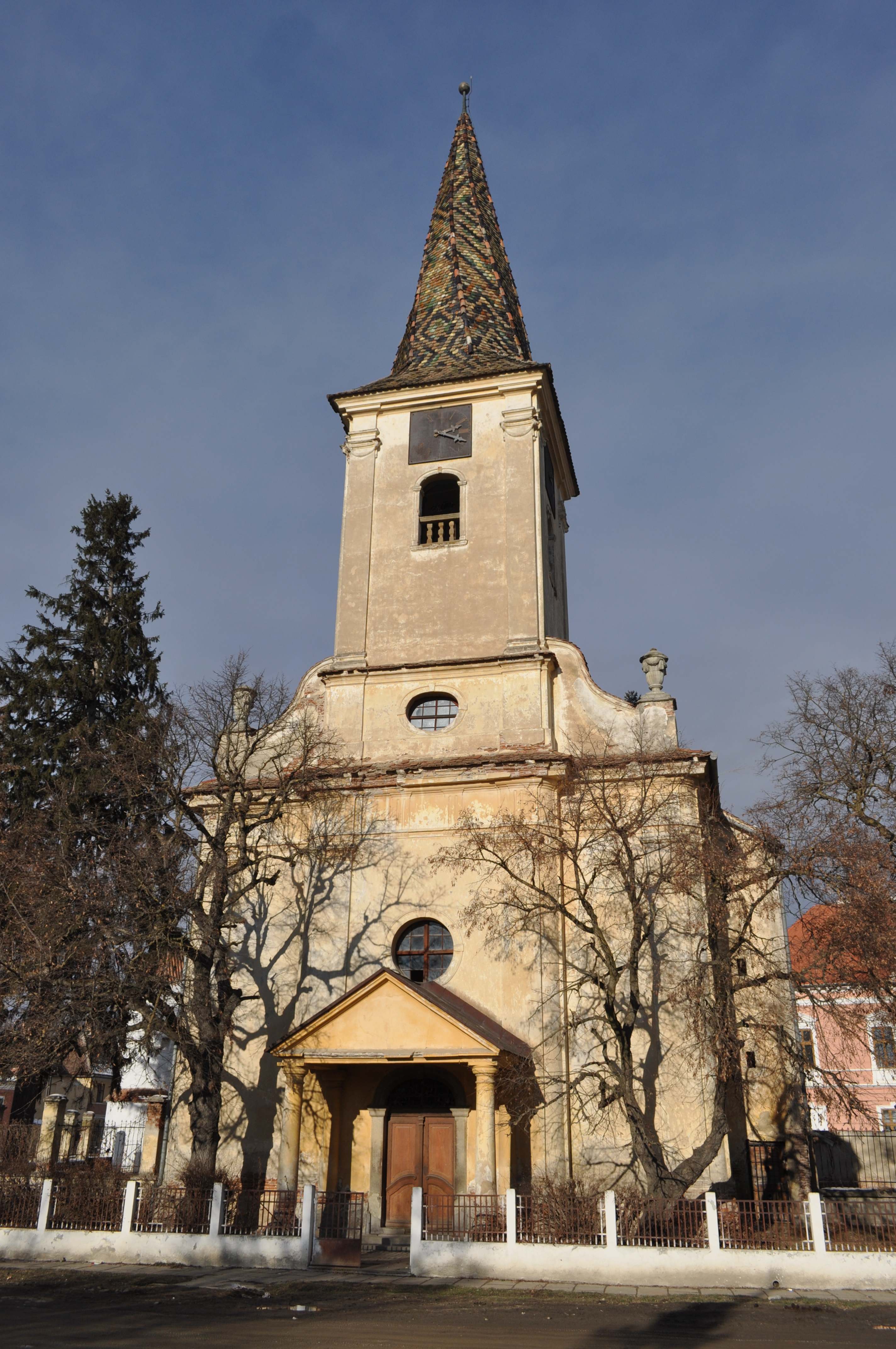
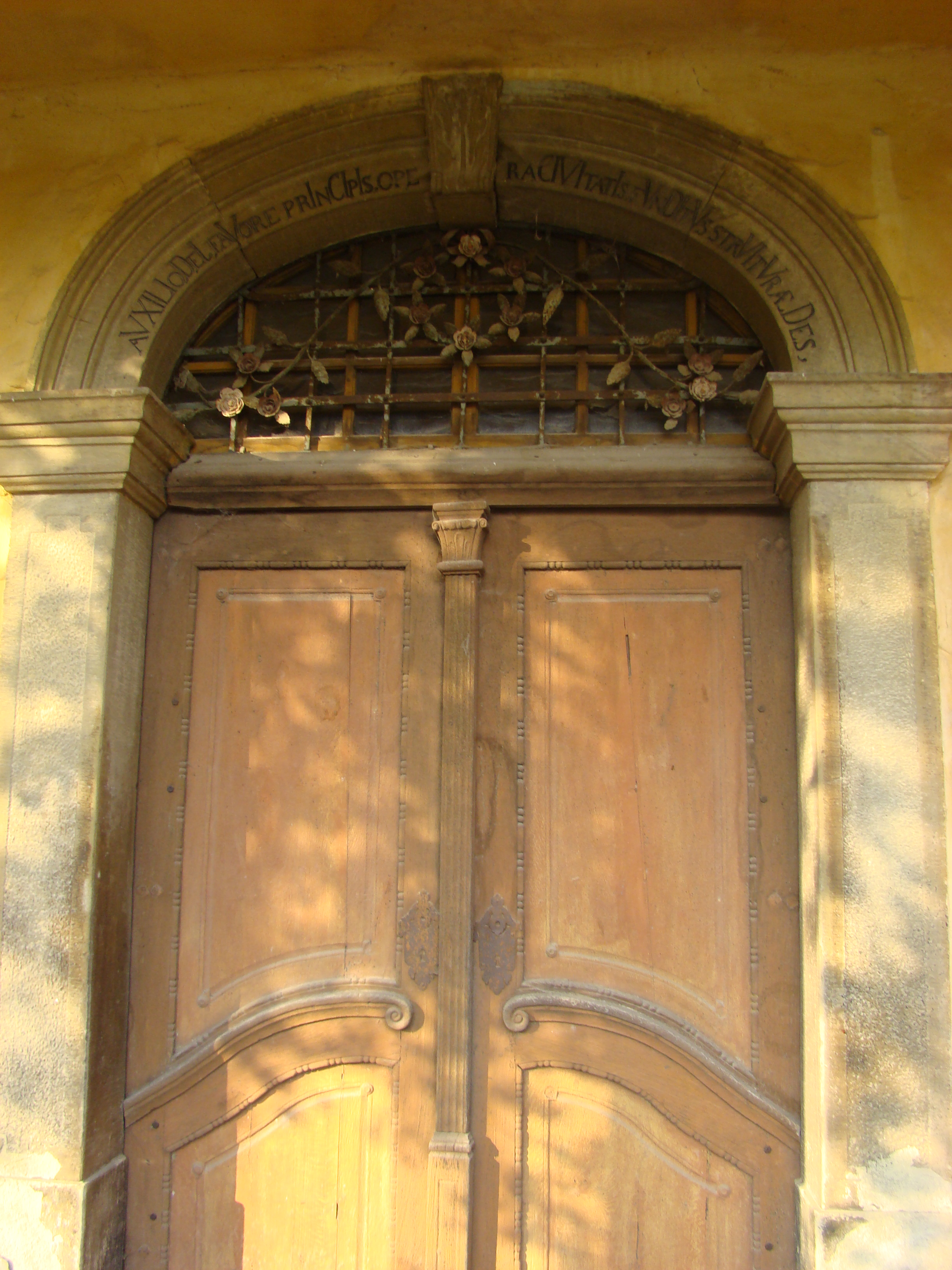
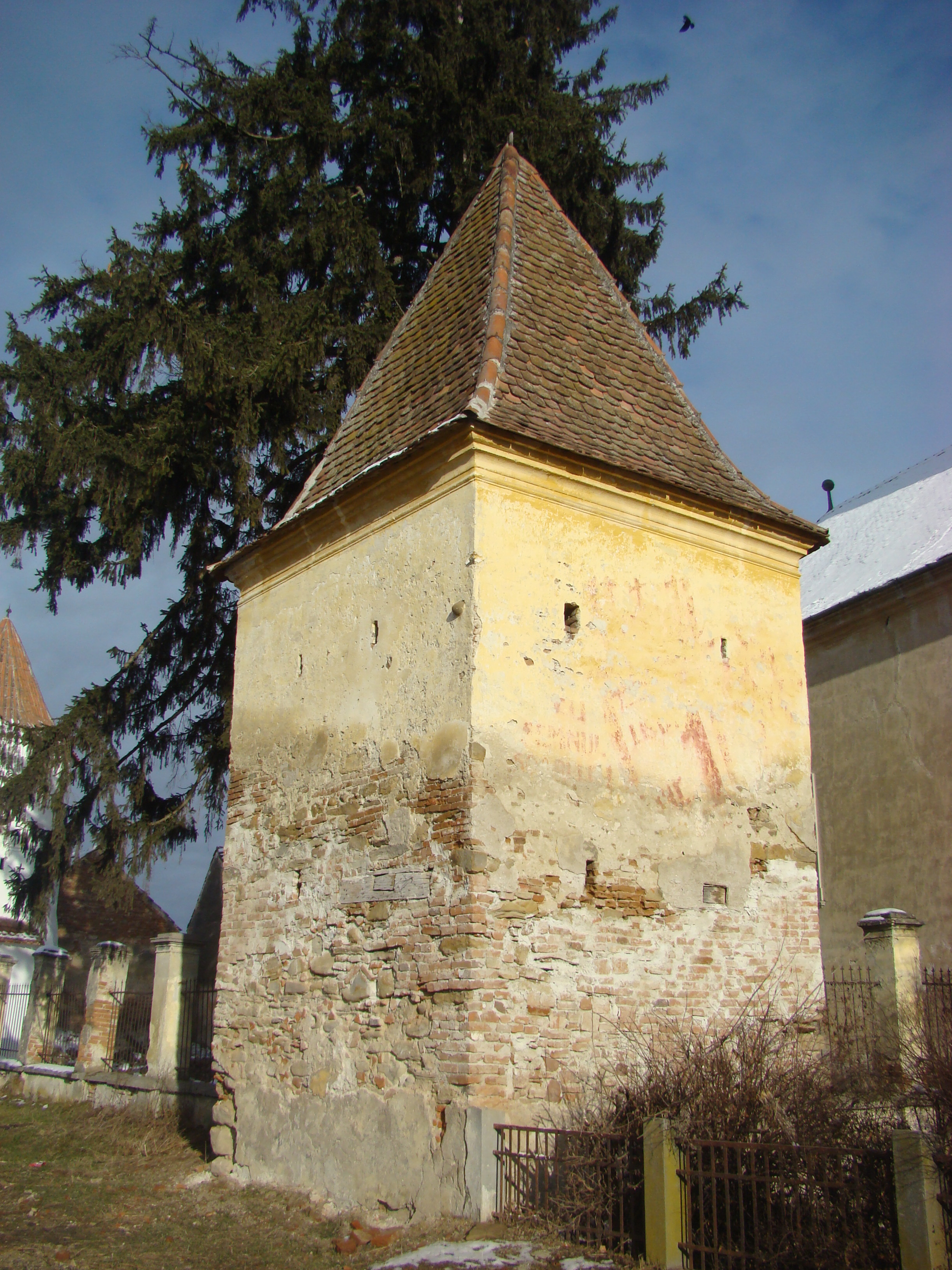
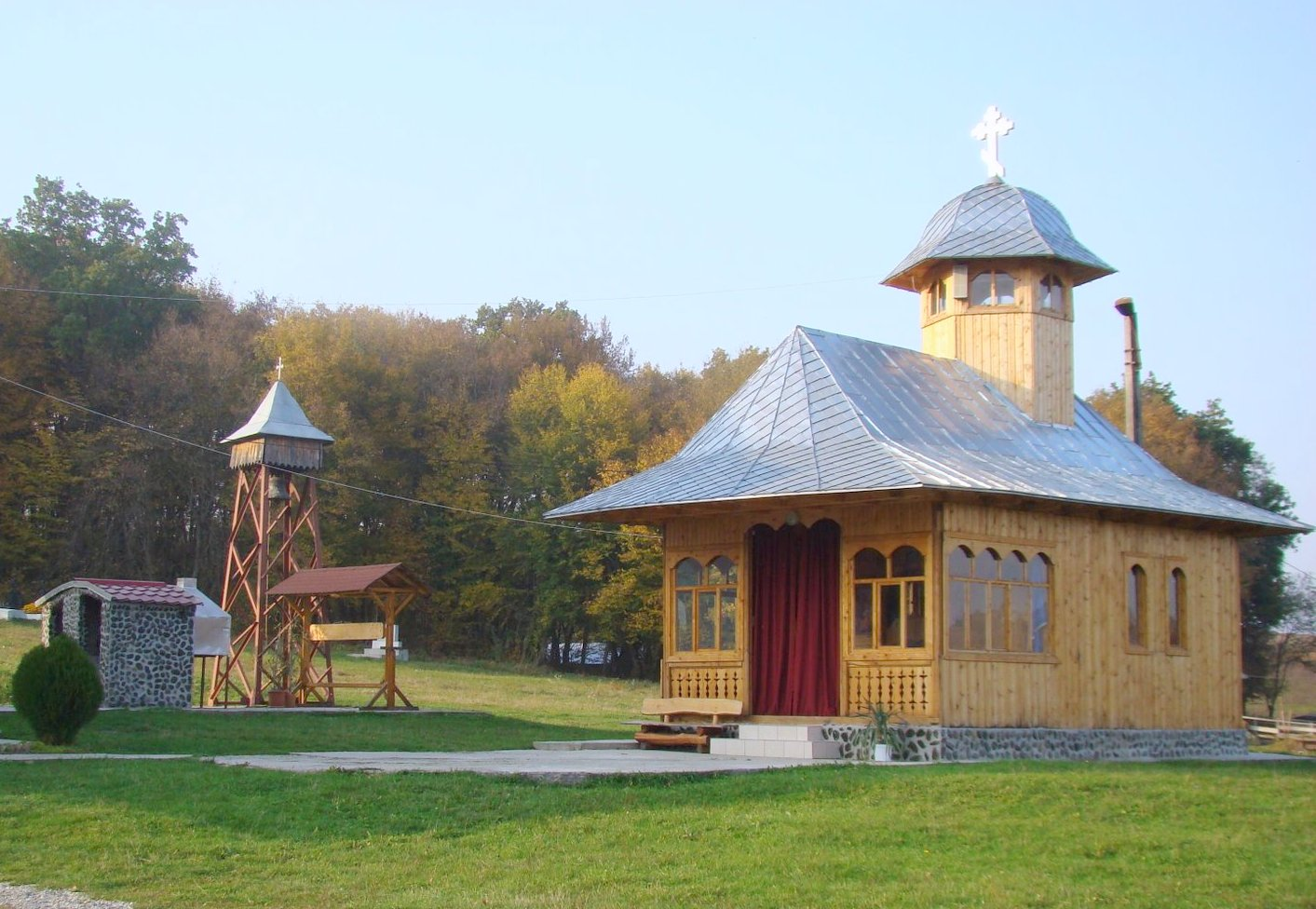
Mănăstirea Valea Hârtibaciului